# Галия (группа)
Галия (серб. Галија / Galija, перевод Галера) — югославская и сербская рок-группа из города Ниш. Ядром группы являются братья Ненад Милосавлевич (вокал, акустическая гитара, губная гармоника) и Предраг Милосавлевич (вокал, тексты песен). Первые альбомы группы были ориентированы на прогрессив-рок, но в середине 1980-х группа перешла к звуку, ориентированному на мейнстрим, и достигла популярности в поздние 1980-е и ранние 1990-е.

## История группы

### 1970-е и 1980-е
Группа была организована в 1976 году бывшими членами группы Dva Lustera (Две Люстры). Первый состав Галии включал Ненада Милосавлевича (гитара и вокал), Горана Любисавлевича (гитара), Предрага Бранковича (бас-гитара), Ненада Танчича (ударные) и Бранислава Стаменковича (клавишные). Группа получила название по одноимённому известному нишскому ресторану. Танчич вскоре оставил группу в связи со службой в армии и был заменен Бобаном Павловичем, который на протяжении последующих лет остался одним из немногих постоянных членов группы. В 1978-м с новым клавишником Зораном Станковичем Галия побеждает на Гитариаде в городе Зайечар (Зајечар). Несколькими месяцами позднее они выступают на Омладинском (молодёжном) фестивале в Суботице с Любодрагом Вукадиновичем в качестве клавишника. В этом же году группа своим выступлением открывает проведение Смак тура.
В 1979 году группа выпустила дебютный альбом Prva plovidba (Первое Плавание). Предраг Милосавлевич, брат Ненада Милосавлевича, появился на альбоме в качестве вокалиста и гостя, он же написал и большинство текстов песен с альбома. Альбом содержал хиты «Avanturista» («Авантюрист»), «Gospi» («Госпоже») и «Decimen». После выступления группы на рок-концерте группы Bijelo dugme на стадионе Партизан, Любисавлевич, Бранкович и Вукадинович покинули группу. Бас-гитарист Зоран Радосавлевич, гитарист Душан Радивоевич и клавишник Небойша Маркович стали новыми членами группы.
Альбом Druga plovidba (Второе Плавание) был записан в 1979-м. Его продюсировал гитарист группы Gordi Златко Манойлович. Druga plovidba стал первым альбомом, представившим Предрага Милосавлевича постоянным членом группы. В 1980-м группа выступала на Сплитском фестивале, на стадионе Poljud вместе с тринадцатью другими группами. В этот период Галия достигла крупного успеха у публики в Боснии и Герцеговине, где до начала балканской войны имела наибольшее число поклонников. Бобан Стаменкович оставил группу в 1980-м и был заменен Зораном Стаменковичем. Тем же летом они выступали в Макарской, а в последующие годы выступления в этом хорватском городе стали регулярными.
В 1982-м вышел альбом Ipak verujem u sebe (Все же, верю в себя) с хитами «Još uvek sanjam» («Все ещё мечтаю») и «Burna pijana noć» («Бурная пьяная ночь»). В начале 1982 года в группу вернулся Бобан Павлович. В 1983-м Галия играла перед началом концерта Джо Кокера в белградском зале Пионир, а 10 июня 1983-го они одержали большой концерт на белградском стадионе Ташмайдан с группами Потоп и Кербер на разогреве. Вскоре лидер Потопа клавишник Саша Локнер стал членом Галии. В октябре они записали свой четвёртый студийный альбом Bez naglih skokova (Без резких колебаний). Альбом был записан в Манчестере под продюсированием бас-гитариста группы Nightwing Гордона Роули, который ранее работал с другой нишской группой Кербер, и был смикширован в Калифорнии. На диске не оказалось особых хитов.
В конце 1983-го Галия получила признание за «Лучшее живое выступление на побережье» от молодёжи Сплита. В течение года группа проводила регулярные выступления в нишском клубе Muzički klub 81. В том же году Локнер ушёл в группу Бајага и Инструктори и был заменен на Александра Ралева. Жан-Жак Роскам, бельгиец заирского происхождения, в прошлом член группы Peđa D’Boy Band, вскоре примкнул к Галии в качестве соло-гитариста. В 1986-м группа выпустила альбом Digni ruku (Подними руку). На альбоме была представлена песня Роскама «Winter’s Coming», с текстом, написанным певцом группы Vaya Con Dios Дани Клейном.
Клавишник и флейтист Братислав Бата Златкович и поэт-песенник Радоман Каньевац внесли свежие идеи в группу. Каньевац предложил идею выпуска альбома (трилогии) о проблемах переходного периода в Югославии. Альбом Daleko je Sunce (Далеко Солнце), названный по роману Добрицы Чосич, представил множество гостей-музыкантов: Корнелие Ковач, Саша Локнер, Ненад Стефанович «Японец», Иван Вдович, духовой оркестр Фейята Сейдича и др. Песни были названы по трудам писателей Добрицы Чосича, Бранко Чопича, Иво Андрича, Лазе Лазаревича и Алексы Шантича. Наибольшими хитами альбома были баллада «Da li si spavala» («Спала ли ты») и песня в стиле фолк «Mi znamo sudbu» («Мы знаем судьбу»). Прочими хитами были «Intimni odnosi» («Интимные отношения»), «Orlovi rano lete» («Орлы рано встают на крыло») и «Kao i obično» («Как обычно»). Песня «Zebre i bizoni» («Зебры и бизоны») была посвящена загадке нахождения Йосипа Броза Тито на Брийонах, и слова только этой песни не были напечатаны на внутренней стороне обложки альбома.
После выхода Daleko je Sunce, Зоран Радосавлевич оставил группу и был заменен на Предрага Милановича. Вторая часть трилогии, Korak do slobode (Шаг до свободы) вышла в свет в 1989 году. Альбом продюсировал Саша Хабич. Песня «Sloboda» («Свобода») вышла с вокалом фронтмена группы Кербер Горана Шепа. В числе хитов альбома были «Na tvojim usnama» («На твоих устах»), «Kopaonik», «Korak do slobode» и «Kad me pogledaš» («Когда на меня взглянешь»). Регги песня Роскама «Ljubavna pesma» («Любовная песня») содержала ироническую лирику по поводу растущего национализма в Югославии. В том же году Ненад Милосавлевич получил премию «Композитор года» на фестивале MESAM, хотя Златкович оставался основным автором произведений группы. Вскоре к группе примкнул новый бас-гитарист Душан Караджич.

### 1990-е
В начале 1990-го Галия вместе с группами Рибля Чорба, Валентино, Виктория и Баяга и Инструкторы выступала на трехдневном концерте в Тимишоаре. В том же году вышел сборник Još uvek sanjam (Najveći hitovi) с новыми записями некоторых из старых песен. Во время проведения первых многопартийных выборов в Югославии Галия записала промозапись с песнями «On je isti kao on» («Он такой же, как и он», сравнивавшей Йосипа Броза Тито и Слободана Милошевича), «Ti si moja jedina Partija» («Ты моя единственная партия»), «Posle svega» («После всего») и «Komunista» («Коммунист», с вокалом цыганского певца Шабана Байрамовича). Из-за политической цензуры запись так и не увидела свет. Альбомом Istorija, ti i ja (История, ты и я), вышедшим в 1991 году, трилогия была завершена. Альбом, который продюсировал член группы Валентино Никша Братош, содержал несколько крупнейших хитов группы: «Skadarska» («Скадарска улица»), «Trube» («Трубы»), «Da me nisi» («Если бы ты не»), «Trava» («Трава») и «Seti se maja» («Помни май»). Вскоре после выхода альбома, Роскам покинул группу по причине нарастающей напряженности в стране. Его сменил Драгутин Яковлевич. В июне Галия играла на разогреве перед концертом Боба Дилана в Земуне. В августе группа одержала свой последний концерт в Сараево.
Группа в новом составе выпустила сборник Ni rat ni mir (Odlomci iz trilogije) (Ни война, ни мир (Отрывки из Трилогии)), состоявший из песен из трилогии и двух новых песен «Pravo slavlje» («Право славие», игра слов на тему славянства и православия) и «Na Drini ćuprija» («Мост на Дрине»). Сингл с этими двумя песнями раздавался в качестве презента публике на концерте в белградском Сава Центре. На следующий год музыканты провели новый концерт в Сава Центре, приуроченный к столетию существования Сербского литературного сообщества. Они записали другой подарочный сингл, названный Jednom u sto godina (Раз в сто лет), кавером песни группы Film «Mi nismo sami» («Мы не одиноки») и кавером песни группы Indexi «Sanjam» («Вижу сны»), с записью голоса Иво Андрича на последнем. В начале 1993 года Златкович ушёл из группы. Оливер Йездич стал новым клавишником группы, а Братислав Милошевич стал новым бас-гитаристом.
Новый альбом Karavan (Караван) был записан на Кипре под продюсированием Саши Хабича. После выхода альбома, Каньевац завершил сотрудничество с группой. В течение летнего тура альбом был представлен на большом количестве бесплатных концертов, один из которых был проведен в парке перед белградским Старым двором. В то же время Галия начала продвигать Социалистическую партию Сербии, что спровоцировало критику в рядах поклонников, прозвавших Галию — «государственной» группой.
В 1996 году вышел альбом Trinaest (Тринадцать). Кроме текстов Предрага Милосавлевича, на альбоме были представлены песни на стихи Бранко Радичевича, Стевана Раичковича и Петра Пайича. На следующий год группа выпустила сборник Večita plovidba (Вечное плавание) и студийный альбом Voleti voleti (Любить любить). Запись концерта, проведенного в Зале Чаир в Нише 8 марта 1988 года была выпущена в виде концертного альбома Ja jesam odavde (Я здешний). Тем вечером группа выступала в следующем составе: Ненад Милосавлевич (акустическая гитара и вокал), Саша Ранджелович (гитара), Драгутин Яковлевич (гитара), Саша Локнер (клавишные), Бобан Павлович (ударные) и Славиша Павлович (бас-гитара). В 1999 группа выпустила альбом Južnjačka uteha (Утеха южан) с кавер-версиями песен сербской народной музыки. Альбом был записан без участия Предрага Милосавлевича.

### 2000-е
В 2005 году группа выпустила альбом Dobro jutro, to sam ja (Доброе утро, это я) в следующем составе: Ненад Милосавлевич (вокал), Предраг Милосавлевич (вокал), Драгутин Яковлевич (гитара), Ян Врба (клавишные), Бобан Павлович (ударные) и Славиша Павлович (бас-гитара). На альбоме в качестве гостей выступили Лаза Ристовски, Александра Ковач и Кристина Ковач. На следующий год ПГП-РТС выпустило сборник лучших песен Najveći hitovi, содержащий прошедшие цифровой ремастеринг восемнадцать песен, охвативших временной период за всю историю существования группы.
В 2009 году, с целью отметить 30-летие с момента выхода дебютного альбома Prva plovidba, 3 ноября группа выпустила сборник Oženiše me muzikom (Оженили меня музыкой), представляющий двойной сборный альбом, содержащий 33 песни, записанные ранее на виниле в период с 1979 по 1996 годы и DVD, названный Kamera kao svedok (Камера как свидетель) с 19 клипами группы, записанными в тот же период.

### 2010-е
В мае 2010 года группа завершила запись своего последнего по времени студийного альбома Mesto pored prozora (Место у окна). Название для альбома было выбрано из числа четырёх вариантов, предложенных поклонниками в ходе голосования по электронной почте. Mesto pored prozora вышел в свет в октябре 2010 года. Клипы на песни «Zločin i kazna» («Преступление и наказание»), где сыграл актёр Срджан Тодорович, и «Čuvam ti mesto pored prozora» («Держу тебе место у окна») были режиссированы Алексом Гайичем.
В мае 2011 года, после двадцатилетнего перерыва, группа вновь выступила в Сараево.
Группа отметила 35-летие карьеры двумя концертами в Сава Центре 22 и 23 октября 2011 года, где были исполнены известнейшие баллады группы в новой аранжировке. В концертах поучаствовали многочисленные гости: телеведущий Иван Иванович, бывший член группы Жан жак Роскам, актёр Горан Султанович, актриса Слобода Мичалович Четкович, исполнительница народной музыки Биляна Крстич, рок-музыкант Кики Лесендрич, поп-музыкант Владо Георгиев, актёр Вук Костич и другие.

## Вклад
В 2011 году песня «Još uvek sanjam» слушателями Радио Белград была названа в числе 60 величайших песен, выпущенных ПГП-РТБ/ПГП-РТС.

## Дискография
- Prva plovidba (1979)
- Druga plovidba (1980)
- Ipak verujem u sebe (1982)
- Bez naglih skokova (1984)
- Digni ruku (1986)
- Daleko je Sunce (1988)
- Korak do slobode (1989)
- Istorija, ti i ja (1991)
- Karavan (1994)
- Trinaest (1996)
- Voleti voleti (1997)
- Južnjačka uteha (1999)
- Dobro jutro, to sam ja (2005)
- Mesto pored prozora (2010)